# Michael Wilton
Michael Wilton (San Francisco, 23 de febrero de 1962) es un guitarrista estadounidense. Actualmente es el guitarrista de la banda de metal progresivo
Queensrÿche. Asistió a la escuela Cornish College of the Arts en Seattle, donde conoció al baterista Scott Rockenfield y comenzaron a grabar juntos en 1981.

## Infancia
La vida musical de Wilton comenzó cuando tenía 8 años de edad. Empezó tocando un bajo de un tío suyo que falleció trágicamente en un accidente motociclístico. Empezó a tocar el bajo aprendiendo algunas canciones de The Beatles, Jimi Hendrix, The Rolling Stones y Bob Dylan. Con el tiempo recibió de su tía una guitarra acústica. Así que, estudiando en la escuela secundaria, Wilton cambia de opinión y opta por tocar la guitarra en lugar del bajo. Su primera guitarra fue una réplica de Gibson Les Paul, marca Fuzzbox.

## Equipamiento
Wilton ha utilizado diferentes guitarras en su carrera, sobre todo de guitarras Gibson y Fender. En 1989 empezó a usar una guitarra ESP; en 2004, una ESP Eclipse (con diferentes colores) y una ESP Signature Skull. En 2006 firma un acuerdo aprobado con Hughes y Kettner.